# Hilduin de Saint-Denis
Pour les articles homonymes, voir Hilduin.
Hilduin (né entre 775 et 785 selon les sources, et mort un 22 novembre, soit en 840, soit plus probablement entre 855 et 858 à Prüm)  est un aristocrate, chroniqueur et dignitaire ecclésiastique de la cour impériale carolingienne. Peut-être neveu d'Hildegarde (seconde épouse de Charlemagne et mère de Louis le Pieux), il devient abbé de Saint-Denis, archichapelain impérial.
Traducteur en latin des œuvres de Denys l'Aréopagite, ce lettré de cour, homme politique de premier plan plus que véritable savant, a fait rédiger une singulière hagiographie de saint Denis, la Passio Sancti Dionysii, qui a transformé la vision du saint patron gardien des reliques royales. Il est aussi un réformateur de l’abbaye de Saint-Denis qui devient un centre fécond d'hagiographies autorisées.
Hilduin est un témoin de la collusion du système dynastique avec la réalité ecclésiastique. Le maintien de la conception unitaire de l'Empire sous le contrôle de l'Église impose une propagande hagiographique. Mais paradoxalement, le dignitaire religieux de cour se mue en homme politique qui choisit son camp au gré des conflits d'héritage.

## Biographie

### Dignitaire du haut clergé carolingien
Issu d'une noble famille franque, Hilduin étudie à l'Académie palatine auprès d’Alcuin. Ce lettré de cour, membre de la famille impériale, correspond avec Raban Maur. Hincmar de Reims, son élève, le cite avec le plus profond respect.
En 815, à la mort de Gauthier de Reichenau, il obtient la direction de l’abbaye de Saint-Denis près de Paris, à laquelle seront rattachées par la suite les abbayes de Saint-Germain-des-Prés (au plus tard en 819), de Saint-Médard à Soissons, et de Saint-Ouen. L'empereur Louis (Louis le Pieux), qui est peut-être son cousin, en fait son archichapelain vers 819, ou, plus probablement, après 822.
Il accompagne Lothaire, le fils de l'empereur Louis, lors de son expédition à Rome en 824, et à cette occasion prend part à la controverse accompagnant l'élection du pape Eugène II. Hilduin rapporte de Rome quelques reliques de saint Sébastien qu'il remet à l’abbaye Saint-Médard.

### Homme politique
Lorsque la guerre éclate entre l'empereur Louis et ses fils Lothaire, Louis et Pépin (830), Hilduin prend le parti des princes révoltés contre leur père, ce qui lui fait perdre le bénéfice des abbayes et lui vaut d'être banni : il s'enfuit d'abord à Paderborn, puis rejoint l’abbaye de Corvey (près d’Höxter sur la Weser), où il est enfermé sur ordre de l'empereur Louis. En réalité, l’abbé Varin le reçoit généreusement ; en retour, Hilduin lui remet des reliques de saint Vit, qui feront par la suite l'objet d'une vénération particulière à Corvey.
Dès 831, cependant, Hilduin regagne la faveur de l'empereur Louis. Il retrouve la direction de l'abbaye de Saint-Denis, qu'il réforme. En octobre 840, il trahit le serment de fidélité qu'il a prêté à Charles en 837 et rejoint le camp de Lothaire, le fils aîné de l'empereur Louis. Il semble qu'il termine sa carrière comme archichapelain de ce dernier, qui le désigne en 842 comme archevêque de Cologne et le fait également abbé de Bobbio (si c'est le même Hilduin).

### Lettré de cour
En septembre 827, des ambassadeurs de l'empereur byzantin Michel II sont reçus à Compiègne par l'empereur Louis (Louis le Pieux) et lui offrent un manuscrit des traités du Pseudo-Denys l'Aréopagite (l'actuel Paris. gr. 437). Hilduin le fait traduire sous sa direction en latin et mettre en forme sous forme d'un beau manuscrit en onciale. La piètre traduction qu'il dirige avec Hincmar son élève est inférieure en qualité à celle plus tardive de Jean Scot Érigène, le célèbre moine irlandais.
Quelques années plus tard (835), l’empereur Louis le charge de rédiger une biographie de Denis de Paris, saint patron vénéré par le monarque. Hilduin s’exécute, en s'appuyant sur les écrits du Pseudo-Denys qu'il a fait traduire, et sur d'autres sources. Dans sa Vita, Hilduin identifie Denys de Paris à Denys l'Aréopagite, un point de vue déjà controversé à l'époque, mais que l'hagiographie d’Hilduin popularisera pour les siècles à venir, jusqu'à ce que Jacques Sirmond et Jean de Launoy, au XVIIe siècle, démontrent l’erreur.
Hilduin collabora également aux annales impériales officielles (les Annales regni Francorum): la section allant de 820 à 829 semble due à la même plume, qui est peut-être la sienne en tant qu'archichapelain de l'empereur Louis, et il aurait été interrompu dans cette tâche par la guerre dynastique de 830, qui lui fit perdre son poste.